# Faust (Spohr)
Faust je opera německého romantického skladatele Louise Spohra, kterou složil v roce 1813 na libreto Josepha Carla Bernarda. Tato verze Faustovské legendy nevychází z Goethova Fausta, přestože jeho První díl vyšel již v roce 1808. Libreto čerpá především z děl Friedricha Maximiliana Klingera a Heinricha von Kleist. Tato opera je významným dílem v dějinách německé romantické opery. V roce 1852 Spohr dílo přepracoval.

## Historie
Spohr opustil své místo na dvoře v Gotě a přijal angažmá ve Vídni v Divadle na Vídeňce, které před tím koupil hrabě Ferdinánd Pálffy. Pro své uvedení do funkce složil operu Faust za necelé čtyři měsíce od května do září 1813. Opera ale nebyla v divadle uvedena. První soukromé představení provedli Giacomo Meyerbeer, Carl Maria von Weber a Louis Spohr. Zúčastnění bylo operou nadšeni a tak ji Weber provedl ve Stavovském divadle v Praze dne 1. září 1816. Meyerbeer ji následně představil v Berlíně.
Z této první verze se zachoval klavírní výtah, který byl vydán v Lipsku v roce 1822.
Ve své původní podobě, byla opera singspiel o dvou dějstvích. V roce 1851 se Spohr k dílu vrátil a přepracoval jej do formy grand opery o třech dějstvích; mluvené dialogy byly změněny na recitativy. Tato verze (v italském překladu) měla premiéru v Královské italské Opeře v Covent Garden v Londýně dne 15. července 1852. Ocelorytina s výjevem soubojové scény byla otištěna na titulní straně nedělní přílohy časopisu The Illustrated London News.
Novodobě byla opera poprvé uvedena v Bielefeld v roce 1993. Dirigoval Geoffrey Moull a režii měl Matthias Oldag. Proběhlo 8 repríz a současně vznikla nahrávka pro CPO.

## Osoby a první obsazení
| osoba                                                                                                   | hlasový obor         | premiéra 1. verze (21.9.1816)                                             | premiéra v češtině (2.2.1833)        | premiéra 2. verze (15.7.1852)               |
| --- | -------------------- | ------------------------------------------------------------------------- | ------------------------------------ | ------------------------------------------- |
| Faust                                                                                                   | baryton              | Joseph Kainz                                                              | Matyáš Podhorský                     | Giorgio Ronconi                             |
| Mefistofeles (Mephistopheles) [Rarach]                                                                  | baryton              | Joseph Gned                                                               | Ignác Illner                         | Salvatore Marchesi de Castrone della Rajata |
| Hrabě Hugo (Ugo) [Zbinek]                                                                               | tenor                | Johann August Stöger                                                      | Jan Nepomuk Drska                    | Enrico Tamberlik                            |
| Kunhuta (Kunigunde, Cunegonda) [Angelina], Hugova snoubenka                                             | soprán               | Therese Grünbaum                                                          | Pittnerová                           | Jeanne Anaïs [Chastel] Castellan            |
| rytíř Gulf [Polk]                                                                                       | bas                  | Leopold Zeltner                                                           | Karel Strakatý                       |                                             |
| Kaylinger [Podlipský], Faustův přítel                                                                   | baryton              | Dorsch                                                                    | Ferdinand Pohl                       |                                             |
| Wohlhardt, Faustův přítel                                                                               | tenor                | Schwarz                                                                   | Šimek                                |                                             |
| Wagner, Faustův přítel                                                                                  | tenor                | Karl Peter Bolze                                                          | Duffek                               |                                             |
| Moor, Faustův přítel                                                                                    | baryton              | Bachmann                                                                  | Schmiller                            |                                             |
| Růženka (Röschen, Rosina) [Lidka], Faustova snoubenka                                                   | soprán (mezzosoprán) | Carolina Brandt                                                           | Filipina Roscherová (Rošrová)        | Anna Zerr                                   |
| Franz [Jiřík], zlatnický tovaryš                                                                        | baryton              | Johann Christoph Grünbaum                                                 | Jan Šrámek                           | Karl Theodor Formes                         |
| Sycorax [Matocha], čarodějnice                                                                          | soprán               | Babette Allram                                                            | Antonie Schikanederová (Šikanedrová) |                                             |
| páže hraběte Huga                                                                                       | mluvená role         | Adalbert Küffel                                                           |                                      |                                             |
| čtyři čarodějnice                                                                                       | soprány, alty        | Ritzenfeld, Doris Böhler, Marianne Katharina Kainz, Marianne Clara Czegka |                                      |                                             |
| Průvod hraběte, ženy, soudní sluhové, lid, masky, larvy, čarodějnice atd. – mužský a ženský sbor, balet |                      |                                                                           |                                      |                                             |
| Dirigent:                                                                                               | Dirigent:            | Carl Maria von Weber                                                      | František Škroup                     | Louis Spohr                                 |
| Choreografie:                                                                                           | Choreografie:        | Wilhelm Gerstel                                                           |                                      |                                             |

## Děj opery
(1. verze)
(Odehrává se v Porýní roku 1486.)

### 1. dějství

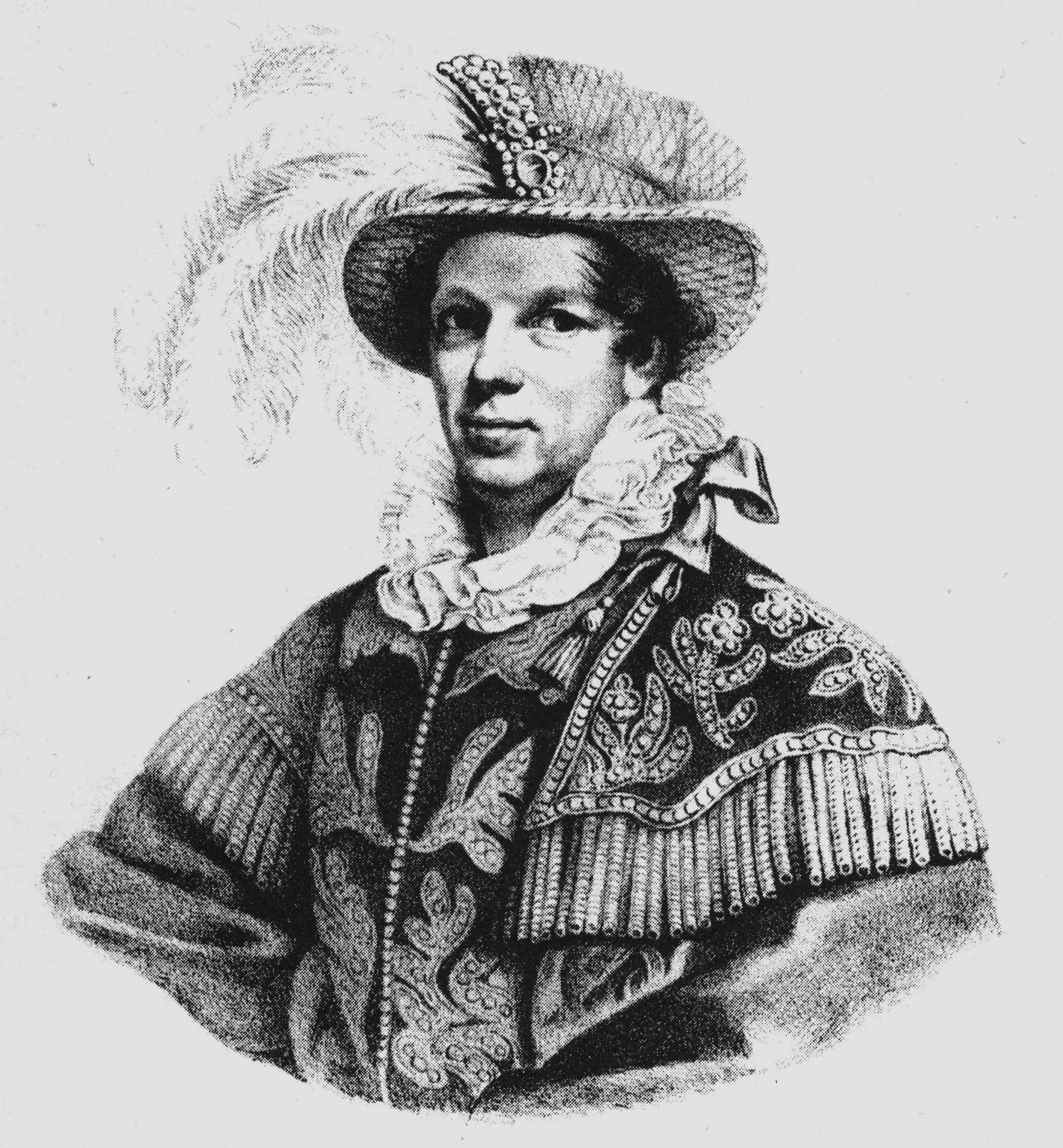
Joseph Kainz, první představitel Spohrova Fausta, dobová rytina

(Noc, ulice ve Štrasburku) Z osvětleného domu zní menuet, pozdní hosté pomalu odcházejí. Mezi nimi i Faust a Mefistofeles. Faust se upsal ďáblu, který je mu povinen sloužit, dokud nevyprší jeho lhůta, a dosud využíval pomoci pekel k rozkoším a radovánkám. Ale nyní se rozhodl jinak: opovrhuje lidmi, kteří marní svůj život v rozmařilé zahálce. Naopak on chce prokázat vznešenost lidského ducha – od nynějška bude služby, kterými je mu Mefistofeles povinován, používat výlučně ke konání dobrých skutků. Mefistofela neuvádí Faustovo předsevzetí z míry: s přispěním pekel povedou i nejušlechtilejší záměry ke špatnému konci (č. 1 introdukce a duet In Sinnenlust so sinnlos leben… Ha! du wähntest, armer Tor).
Jako první dobrý skutek se chce vrátit k prosté dívce Růžence, kterou opustil, která jej tolik miluje a která nedávnou smrtí matky zcela osiřela. Mefistofeles připomíná, že se o Růženku uchází i zlatnický tovaryš Franz, a také směruje Faustovu pozornost na případ sličné Kunhuty, kterou loupežný rytíř Gulf unesl z kláštera ve Wormsu jejímu ženichu, hraběti Hugovi, aby ji přiměl k povolnosti jeho choutkám. Faust se rozhoduje nejprve navštívit Růženku a ihned poté osvobodit Kunhutu z rukou jejího únosce [(č. 1a recitativ a árie Der Hölle selbst will ich Segen entringen… Liebe ist die zarte Blüte)].
(Proměna – síň ve Faustově domě) Faustovi přátelé Kaylinger, Wohlhaldt, Wagner a Moor popíjejí víno (č. 2 árie a sbor Der Wein erfreut des Menschen Herz). Vyprávějí si: Růženčina matka již zemřela a Franz od ní dostal košem, takže nic nebrání sňatku nevinné dívky s Faustem, po kterém truchlí řada milenek po celé Evropě. Mefistofela si oškliví, ale neodvažují se mu postavit, protože je Faustův důvěrný přítel. Víno je konečně zmůže a odcházejí k spánku.
Vstupují Faust a Růženka. Faust jí vyjadřuje soustrast a ujišťuje ji o své lásce. Růženka však cítí jakousi neuchopitelnou hrůzu z budoucnosti a chce po Faustovi přísahu věrnosti. Faust se zdráhá přísahat Bohu a Růženka se nakonec spokojí s příslibem, protože mu důvěřuje a je ochotna ho následovat. Oba si vyznávají lásku (č. 3 duet Folg dem Freunde mit Vertrauen).
Faust chce Růženku odvést, ale zastoupí jim cestu Mefistofeles. Oznamuje, že k domu táhne dav lidu vedený Franzem a obviňuje Fausta, že pomocí černé magie způsobil smrt Růženčiny matky a získal si nad děvčetem moc. Chtějí se ho zmocnit a Růženku od něj odvést. Růženka by tuto hanbu nepřežila, a proto Faust požaduje po Mefistofelovi, aby ji nepozorovaně vynesl z domu – což ďábel výměnou za obnovení Faustovy krevní přísahy učiní.
Faust poté svolává své přátele a otevírá davu dveře. Franzova obvinění přijímá lhostejně a vyzývá je, aby si Růženku odvedli, pokud ji u něj najdou. To se ovšem Franzovi a jeho průvodcům nezdaří, všechny pokoje jsou prázdné. Obrátí se tedy proti Faustovi, ale ten se i se svými druhy chytí kouzelného pláště, který je vzduchem odnese pryč (č. 4 duet a sbor Nur der ist frei, der nichts zu lieben hat).
(Proměna – komnata na Gulfově hradě) Služka se snaží uklidnit svou paní Kunhutu a dodat jí odvahy: zajetí u tyranského hradního pána je neštěstí, ale hrabě Hugo již jistě chystá její vysvobození. Kunhuta ji stěží poslouchá a oddává se snění o svém drahém snoubenci. Láska jí dodává sílu vzdorovat vilnému uchvatiteli (č. 5 scéna a árie Die stille Nacht entweicht… Ja ich fühl' es, treue Liebe). Gulf vstupuje a bezvýsledně se ji pokouší přesvědčit lichotkami a sliby, poté jí tvrdí, že její Hugo je mrtev, a když mu Kunhuta neuvěří, předstírá, že má Huga v moci a zabije ho, pokud mu Kunhuta nebude po vůli. Ale Kunhuta si přeje raději svou i Hugovu smrt, než aby se mu vzdala. Gulf odchází s nepořízenou.
(Proměna – křižovatka v lese) Hrabě Hugo je s oddílem svých přátel na cestě k únoscovu hradu. Čeká jen na soumrak, aby se zteč lépe zdařila, a pak bude Kunhuta osvobozena (č. 6 scéna a árie se sborem Beflüge den Lauf, zögernde Sonne!... Ja, hoffe Kunigunde!). Páže přichází Hugovi oznámit, že na cestě narazilo na dva podivné muže, kteří v hovoru zmiňovali Hugovo a Kunhutino jméno. Hugo pílí zjistit, zda se jedná o přátele, či nepřátele.
O něco později na stejné místo dorazí Růženka a Franz. Růženka se domnívá, že její milý bude v Cáchách na korunovaci císaře Maxmiliána, a vydala se ho hledat. Oddaný Franz ji doprovází, ačkoli se ji snaží stále přesvědčit k návratu. Oba jsou velmi znaveni a pomalu usínají pod stromy. Objeví se Mefistofeles a na jeho pokyn oba spící poutníky zvedne oblak a odnáší je pryč (č. 7 tercet Ich kann nicht ruh'n, ich kann nicht rasten).
(Proměna – prostranství před Gulfovým hradem na skále) Hrabě se svým oddílem, Faustem a Mefistofelem přitáhli ke Gulforu hradu. Podle Hugova plánu měli jeho muži pod rouškou noci nepozorovaně přelézt hradby, ale Faust pochybuje o úspěchu, slibuje pomoc a nabízí pohodlnější řešení. Přes Hugovy pochybnosti hlasitě vyvolá Gulfa a požaduje propuštění Kunhuty. Golf ovšem odmítá a přivádí Kunhutu na balkon, aby ji ukázal zoufalému Hugovi a dal mu poslední možnost: nechť Hugo sám přesvědčí svou nevěstu, aby se Gulfovi poddala, jinak ji rytíř shodí se srázu. Hugo nabízí souboj, ale Gulf odmítá, a protože Kunhuta ho nadále rozhodně odmítá, odvádí ji, aby svou hrozbu vykonal. Faust byl pohledem na krásnou Kunhutu ohromen; nyní – zatímco se Hugovi ozbrojenci hotoví k zoufalému útoku na hrad – dává pokyn Mefistofelovi. Ihned se strhne divoká bouře a blesk zapálí hrad. Jeho posádka ve zmatku rozráží bránu a prchá, i Kunhuta se Gulfovi vyprostila a běží do Hugovy náruče. Rozzuřený Gulf se vrhá na ni a na Huga s mečem, ale jakmile se Faust dotkne jeho paže, meč mu z ní bezvládně vypadne. Na Mefistofelovo znamení se objeví larvy a odvlečou vzpouzejícího se Gulfa zpět do hořícího hradu. Hugo svírá Kunhutu v objetí, ale Mefistofelovi neunikne touha, s jakou po osvobozené šlechtičně hledí Faust, a škodolibě se raduje. Všichni odcházejí; na Mefistofelův pokyn se Gulfův hořící hrad zřítí do hlubin (č. 8 finále Nun wohlan! Ich halte Wort).

### 2. dějství
(Blocksberg – skalnatá krajina osvětlená magickou lucernou) Na svém shromaždišti zpívají a tancují čarodějnice. Mefistofeles přivádí Fausta a vyvolává vůdkyni čarodějnic, Sycorax. Faust si totiž přeje lektvar, který jej učiní neodolatelným pro všechny ženy, tedy i Kunhutu. Sycorax vystupuje ze země, podává Faustovi čarovný nápoj a ten ho rychle vypije. Elixír ihned účinkuje: všechny čarodějnice včetně samotné Sycorax ho obklopí a lákají do svého lože. Faust se jim vyprostí, rozbije jejich lucernu a navždy je z tohoto místa vypovídá (č. 9 introdukce a scéna Brenne Laterne! Nahe und ferne dämmere auf!).
(Proměna – náměstí před dómem v Cáchách) Franz a Růženka se ocitli v Cáchách v době císařské korunovace, ani nevědí jak. Růženka má zlé předtuchy. Z katedrály zazní svatební zpěv (č. 10 sbor Sende Himmel Segens Fülle). Oba se jdou podívat dovnitř, ale Růženka se vzápětí vrací ven. Obřad jí příliš připomněl jejího milého, se kterým by také byla ráda spojena posvátným svazkem (č. 11 Růženčina kavatina Dürft ich mich nennen sein eigen)
Po chvíli vychází z dómu i Franz. S hořkostí Růžence sděluje, že jeho doprovod už není třeba a že se vrací do Štrasburku, protože v katedrále zahlédl toho, koho Růženka přišla najít – Fausta. Růženka se rozběhne k chrámu, z něhož vycházejí Faustovi přátelé. Prozrazují, že se právě konala svatba hraběte Huga s Kunhutou, a s oběma příchozími hrubě žertují; Wohlhaldt dokonce Růženku obtěžuje a Franz ji musí bránit.
Za zvuků varhan (č. 12 adagio) vycházejí z dómu novomanželé a svatebčané. Hugo zve Fausta a jeho přátele z vděčnosti za Kunhutinu záchranu na svatební hostinu. Faust přijímá, přičemž myslí jen na to, jak by se při této příležitosti nevěsty pomocí lsti, násilí nebo kouzel zmocnil. Růženka ho osloví a hlásí se k němu. Faust ji rozpačitě vítá a posílá ji se svými druhy do svého hostince, aby tam na něj chvíli počkala. Jeho chlad Růženku zklame, Franz jí však dodává naději.
Faust o samotě váhá – nenadále se musí rozhodovat mezi dráždivě přitažlivou Kunhutou a čistou oddanou Růženkou. Ale živočišná touha po hraběnce se ukáže silnější (č. 13 scéna a árie Wie ist mir! Welch ein Zwist erhebt sich… Blöder Tor! Ich kann hier fragen).
(Proměna – Honosný gotický sál) [Kunhuta se chystá ke svatební oslavě, ale nedokáže se vyznat ve svých citech: jakási nevysvětlitelná touha ji místo k Hugovi přitahuje k Faustovi (č. 13a scéna a árie Ich bin allein, des Abends Nähe regt die Tätigkeit… Wie dich nennen, seltsam neues Sehnen).]
Svatební hosté se scházejí a Hugo a Kunhuta je vítají. Hosté novomanželům provolávají slávu a Hugo a Kunhuta se ujišťují o své lásce. Mezi hosty jsou přítomni i Franz a Růženka v mužském přestrojení. Hugo a Kunhuta vítají Fausta a opět mu děkují za pomoc, ten připíjí na jejich štěstí. Během následujícího pantomimického tance nymf a amorků Faust Kunhutu svádí a ta mu podléhá. Mefistofeles sám upozorní Huga na chování jeho nevěsty a hosta, a když se netrpělivý Faust pokouší dámu odvléci, konfrontuje Hugo Fausta i Kunhutu s mečem v ruce. Kunhuta prchá, Růženka se snaží Fausta bránit, ale ten ji posílá pryč a Franz nebohou dívku odvádí. V následující šarvátce mezi Hugovými a Faustovými přáteli probodne Faust hraběte a běží za Kunhutou. Hrabě Hugo umírá obklopen zděšenými svatebními hosty (č. 14 duet, sextet a sbor Lang mögen die Teueren leben… Ich freue mich des Anteils).
(Proměna – Les za měsíční noci) Mefistofeles je spokojen: Faustův konečný pád je blízko. Všechny Faustovy dobré úmysly zvrhla jeho sebeláska v rozsévání hříchu, zatracení a smrti. Sycorax a čarodějnice přinášejí Mefistofelovi zprávu, že Fast strávil s Kunhutou její svatební noc, ale čarodějnice se postaraly, aby mu hrozné vidiny jeho hříchů zkazily jakoukoli rozkoš (č. 15 árie, scéna a sbor Stille noch dies Wutverlangen… In nächtlicher Stille, beim Zirpen der Grille). Na stejné místo přijde vyčerpaný Faust. Je si vědom svých provinění, ale přičítá je pekelnému svůdci. Stále doufá, že bude moci temné síle vzdorovat tím, že se vzdá snů o nekonečnu a věčnosti a oddá prostému, lidskými měřítky omezenému životu v ústraní s milující Růženkou. Fausta zde nalezne Wagner. I on měl hrozné vidiny a nabádá Fausta ke změně života. Faust souhlasí a chce se uchýlit do samoty švýcarských hor. Wagner mu sděluje, že ho v hostinci očekává plačící Růženka, a Faust pílí za ní.
(Proměna – Faustův příbytek) Do Faustova domu potají vnikla Kunhuta. Výčitky svědomí, že oklamala svého manžela, chce smýt tím, že Fausta usmrtí – a proto u sebe ukrývá dýku. Vstupuje Růženka, aby zde čekala na Fausta. Rozrušuje ji přítomnost zlověstného Mefistofela, dotěrného Wohlhaldta i věrného Franze. Když uvidí svou sokyni, zahrne ji výčitkami, že jí ukradla milého. Kunhuta se jí snaží vysvětlit, že byly Faustem oklamány obě.
Faust přichází, aby odvedl svou věrnou Růženku, ale Kunhuta ohlašuje svá práva na něho. Růženka poznává, že Kunhuta mluvila pravdu, a s pláčem odbíhá, sledována Franzem a Wagnerem. Mefistofeles odpírá jak zbavit Fausta Kunhuty, tak ochránit Růženku: obě ženy jsou mimo dosah jeho moci. Přicházejí ostatní Faustovi přátelé a pobízí Fausta, aby rychle uprchl – hrabě Hugo skonal a jeho věrní jsou Faustovi v patách. Kunhuta se teprve takto dozvídá, že Hugo zemřel, a to Faustovou rukou, a vrhá se na svůdce s dýkou. Faustovi přátelé ji však zadrží a odzbrojí.
Wagner přináší zprávu o tom, že Růženka ukončila svůj život skokem do řeky. Zoufalý Faust to vyčítá Mefistofelovi a domnívá se, že ho tato nevinná oběť zprostila smlouvy s ďáblem. Ale není tomu tak, naopak Mefistofeles oznamuje, že i Faustův čas se naplnil. Kunhuta a Faustovi přátelé prchají, zděšeni odhalením spolku s temnými mocnostmi. Faust se pokusí uniknout alespoň tím, že si vezme život sám, ale Mefistofeles mu vytrhne dýku a sbor pekelných duchů strhává Fausta k sobě do podzemí (č. 16 árie Kunhuty, scéna a finále Welch ein Wahn hat mich verblendet… Sprecht! wo find ich den Geliebten!... Er naht, bald ist ereicht mein Ziel!... Verlassen! allein! Weh mir!).

## Uvedení
- 1816 první verze (1813), Stavovské divadlo, Praha, premiéra 1. září 1816, dirigent Carl Maria von Weber, hlavní role: Johann Nepomuk Schelble (Faust), Therese Grünbaum (Kunigunde)
- 2016 první verze (1813), Hudební léto v Jezeří 2016, zámek Jezeří, premiéra 6. srpna 2016, hudební provedení a kladívkový klavír: Alena Hönigová, režie: Miroslav Rovenský, v hlavních rolích: Marcus Niederermeyr (Faust), Jaromír Nosek (Mefisto), Anna Hlavenková (Růženka, Sycorax), Dora Pavlíková (Kunhuta), Daniel Kfelíř (rytíř Gulf)[8]

## Nahrávky
- Faust, druhá verze (1852), 1993 (CD 1993 cpo 999 247-2). Zpívají: (Faust) Michael Vier, (Mephistopheles) Eelco von Jordis, (Hugo) William Pugh, (Kunigunde) Diane Jennings, (Gulf) Ion Bric, (Röschen) Claudia Taha. Rozšířený sbor Oper Bielefeld, Bielefelder Philharmoniker, dirigent Geoffrey Moull (živý záznam z představení Bielefeld Theater).[9]
- Faust, první verze (1813), 1993 (CD 1994 Capriccio 60 049-2, pouze zpěvní čísla). Zpívají: (Faust) Boje Skovhus, (Mephistopheles) Franz Hawlata, (Hugo) Robert Swensen, (Kunigunde) Hillevi Martinpelto, (Gulf/Kaylinger) Alfred Reiter, (Wohlhaldt) Rodrigo Orrego, (Wagner) Ulrich Wand, (Röschen) Brigitte Wohlfarth, (Franz) Christoph Spät, (Sycorax) Martina Borst. Südfunkchor Stuttgart, Rundfunkorchester des SWF Kaiserslautern, dirigent Klaus Arp[10]